# Giải vô địch cờ vua thanh niên thế giới
Giải vô địch cờ vua thanh niên thế giới là giải vô địch cờ vua thế giới do FIDE (Liên đoàn Cờ vua Quốc tế) tổ chức cho các kỳ thủ dưới 20 tuổi.
Bốn nhà vô địch Boris Spassky, Anatoly Karpov, Garry Kasparov và Viswanathan Anand sau này đã trở thành nhà vô địch thế giới.

## Danh sách vô địch

### Mở
Giải mở ở đây theo nghĩa cả nam và nữ đều có thể tham dự. Do sức cờ của nam mạnh hơn nữ nên hàng năm chỉ có một vài kỳ thủ nữ tham dự giải này. Đến nay những nhà vô địch đều là nam. 
| TT | Năm  | Địa điểm tổ chức     | Vô địch                | Quốc gia    |
| -- | ---- | -------------------- | ---------------------- | ----------- |
| 1  | 1951 | Coventry             | Borislav Ivkov         | Nam Tư      |
| 2  | 1953 | Copenhagen           | Oscar Panno            | Argentina   |
| 3  | 1955 | Antwerp              | Boris Spassky          | Liên Xô     |
| 4  | 1957 | Toronto              | William Lombardy       | Hoa Kỳ      |
| 5  | 1959 | Münchenstein         | Carlos Bielicki        | Argentina   |
| 6  | 1961 | Den Haag             | Bruno Parma            | Nam Tư      |
| 7  | 1963 | Vrnjacka Banja       | Florin Gheorghiu       | România     |
| 8  | 1965 | Barcelona            | Bojan Kurajica         | Nam Tư      |
| 9  | 1967 | Jerusalem            | Julio Kaplan           | Puerto Rico |
| 10 | 1969 | Stockholm            | Anatoly Karpov         | Liên Xô     |
| 11 | 1971 | Athena               | Werner Hug             | Thụy Sĩ     |
| 12 | 1973 | Teesside             | Alexander Beliavsky    | Liên Xô     |
| 13 | 1974 | Manila               | Anthony Miles          | Anh         |
| 14 | 1975 | Tjentiste            | Valery Chekhov         | Liên Xô     |
| 15 | 1976 | Groningen            | Mark Diesen            | Hoa Kỳ      |
| 16 | 1977 | Innsbruck            | Artur Yusupov          | Liên Xô     |
| 17 | 1978 | Graz                 | Sergey Dolmatov        | Liên Xô     |
| 18 | 1979 | Skien                | Yasser Seirawan        | Hoa Kỳ      |
| 19 | 1980 | Dortmund             | Garry Kasparov         | Liên Xô     |
| 20 | 1981 | Thành phố Mexico     | Ognjen Cvitan          | Nam Tư      |
| 21 | 1982 | Copenhagen           | Andrei Sokolov         | Liên Xô     |
| 22 | 1983 | Belfort              | Kiril Georgiev         | Bulgaria    |
| 23 | 1984 | Kiljava              | Curt Hansen            | Đan Mạch    |
| 24 | 1985 | Sharjah              | Maxim Dlugy            | Hoa Kỳ      |
| 25 | 1986 | Gausdal              | Walter Arencibia       | Cuba        |
| 26 | 1987 | Baguio               | Viswanathan Anand      | Ấn Độ       |
| 27 | 1988 | Adelaide             | Joel Lautier           | Pháp        |
| 28 | 1989 | Tunja                | Vasil Spasov           | Bulgaria    |
| 29 | 1990 | Santiago             | Ilya Gurevich          | Hoa Kỳ      |
| 30 | 1991 | Mamaja               | Vladimir Akopian       | Armenia     |
| 31 | 1992 | Buenos Aires         | Pablo Zarnicki         | Argentina   |
| 32 | 1993 | Kozhikode            | Igor Miladinovic       | Nam Tư      |
| 33 | 1994 | Caiobá               | Helgi Grétarsson       | Iceland     |
| 34 | 1995 | Halle, Saxony-Anhalt | Roman Slobodjan        | Đức         |
| 35 | 1996 | Medellín             | Emil Sutovsky          | Israel      |
| 36 | 1997 | Żagań                | Tal Shaked             | Hoa Kỳ      |
| 37 | 1998 | Kozhikode            | Darmen Sadvakasov      | Kazakhstan  |
| 38 | 1999 | Yerevan              | Alexander Galkin       | Nga         |
| 39 | 2000 | Yerevan              | Lázaro Bruzón          | Cuba        |
| 40 | 2001 | Athena               | Peter Acs              | Hungary     |
| 41 | 2002 | Goa                  | Levon Aronian          | Armenia     |
| 42 | 2003 | Nakhchivan           | Shakhriyar Mamedyarov  | Azerbaijan  |
| 43 | 2004 | Kochi                | Pentala Harikrishna    | Ấn Độ       |
| 44 | 2005 | Istanbul             | Shakhriyar Mamedyarov  | Azerbaijan  |
| 45 | 2006 | Yerevan              | Zaven Andriasian       | Armenia     |
| 46 | 2007 | Yerevan              | Ahmed Adly             | Ai Cập      |
| 47 | 2008 | Gaziantep            | Abhijeet Gupta         | Ấn Độ       |
| 48 | 2009 | Puerto Madryn        | Maxime Vachier-Lagrave | Pháp        |
| 49 | 2010 | Chotowa              | Dmitry Andreikin       | Nga         |
| 50 | 2011 | Chennai              | Dariusz Świercz        | Ba Lan      |
| 51 | 2012 | Athens               | Alexander Ipatov       | Thổ Nhĩ Kỳ  |
| 52 | 2013 | Kocaeli              | Dư Ương Y              | Trung Quốc  |
| 53 | 2014 | Pune                 | Lô Thượng Lỗi          | Trung Quốc  |
| 54 | 2015 | Khanty-Mansiysk      | Mikhail Antipov        | Nga         |
| 55 | 2016 | Bhubaneswar          | Jeffery Xiong          | Hoa Kỳ      |
| 56 | 2017 | Tarvisio             | Aryan Tari             | Na Uy       |
| 57 | 2018 | Gebze                | Parham Maghsoodloo     | Iran        |
| 58 | 2019 | New Delhi            | Evgeny Shtembuliak     | Ukraina     |

### Nữ
| TT | Năm  | Địa điểm tổ chức     | Vô địch                 | Quốc gia   |
| -- | ---- | -------------------- | ----------------------- | ---------- |
| 1  | 1982 | Senta                | Agnieszka Brustman      | Ba Lan     |
| 2  | 1983 | Thành phố Mexico     | Fliura Khasanova        | Liên Xô    |
| 3  | 1985 | Dobrna               | Ketevan Arakhamia       | Liên Xô    |
| 4  | 1986 | Gausdal              | Ildiko Madl             | Hungary    |
| 5  | 1987 | Baguio               | Camilla Baginskaite     | Liên Xô    |
| 6  | 1988 | Adelaide             | Alisa Galliamova        | Liên Xô    |
| 7  | 1989 | Tunja                | Ketino Kachiani         | Liên Xô    |
| 8  | 1990 | Santiago             | Ketino Kachiani         | Liên Xô    |
| 9  | 1991 | Mamaja               | Natasa Bojkovic         | Nam Tư     |
| 10 | 1992 | Buenos Aires         | Krystyna Dąbrowska      | Ba Lan     |
| 11 | 1993 | Kozhikode            | Nino Khurtsidze         | Gruzia     |
| 12 | 1994 | Caiobá               | Chư Thần                | Trung Quốc |
| 13 | 1995 | Halle, Saxony-Anhalt | Nino Khurtsidze         | Gruzia     |
| 14 | 1996 | Medellín             | Chư Thần                | Trung Quốc |
| 15 | 1997 | Żagań                | Harriet Hunt            | Anh        |
| 16 | 1998 | Kozhikode            | Hoàng Thanh Trang       | Việt Nam   |
| 17 | 1999 | Yerevan              | Maria Kouvatsou         | Hy Lạp     |
| 18 | 2000 | Yerevan              | Hứa Nguyên Nguyên       | Trung Quốc |
| 19 | 2001 | Athens               | Humpy Koneru            | Ấn Độ      |
| 20 | 2002 | Goa                  | Triệu Tuyết             | Trung Quốc |
| 21 | 2003 | Nakhchivan           | Nana Dzagnidze          | Gruzia     |
| 22 | 2004 | Kochi                | Ekaterina Korbut        | Nga        |
| 23 | 2005 | Istanbul             | Elisabeth Pähtz         | Đức        |
| 24 | 2006 | Yerevan              | Trầm Dương              | Trung Quốc |
| 25 | 2007 | Yerevan              | Vera Nebolsina          | Nga        |
| 26 | 2008 | Gaziantep            | Dronavalli Harika       | Ấn Độ      |
| 27 | 2009 | Puerto Madryn        | Swaminathan Soumya      | Ấn Độ      |
| 28 | 2010 | Chotowa              | Anna Muzychuk           | Slovenia   |
| 29 | 2011 | Chennai              | Deysi Cori              | Perú       |
| 30 | 2012 | Athens               | Quách Kỳ                | Trung Quốc |
| 31 | 2013 | Kocaeli              | Aleksandra Goryachkina  | Nga        |
| 32 | 2014 | Pune                 | Aleksandra Goryachkina  | Nga        |
| 33 | 2015 | Khanty-Mansiysk      | Nataliya Buksa          | Ukraina    |
| 34 | 2016 | Bhubaneswar          | Dinara Saduakassova     | Kazakhstan |
| 35 | 2017 | Tarvisio             | Zhansaya Abdumalik      | Kazakhstan |
| 36 | 2018 | Gebze                | Aleksandra Maltsevskaya | Nga        |
| 37 | 2019 | New Delhi            | Polina Shuvalova        | Nga        |

## Chức vô địch theo quốc gia
Dưới đây là danh sách thống kê số lượng chức vô địch theo quốc gia. Số liệu thống kê được cập nhật đến năm 2019. Thứ tự xếp theo số lượng chức vô địch. Với những quốc gia có cùng số lượng thì xếp theo thời gian giành được chức vô địch cuối cùng, quốc gia nào có thời gian sớm hơn thì được xếp trên, không phân biệt chức vô địch giải mở hay giải nữ.
Những quốc gia không còn tồn tại được in nghiêng.
| Quốc gia    | Tổng số vô địch | Mở | Nữ |
| ----------- | --------------- | -- | -- |
| Liên Xô     | 14              | 8  | 6  |
| Nga         | 9               | 3  | 6  |
| Trung Quốc  | 8               | 2  | 6  |
| Hoa Kỳ      | 7               | 7  | 0  |
| Nam Tư      | 6               | 5  | 1  |
| Ấn Độ       | 6               | 3  | 3  |
| Argentina   | 3               | 3  | 0  |
| Armenia     | 3               | 3  | 0  |
| Gruzia      | 3               | 0  | 3  |
| Ba Lan      | 3               | 1  | 2  |
| Kazakhstan  | 3               | 1  | 2  |
| Anh         | 2               | 1  | 1  |
| Bulgaria    | 2               | 2  | 0  |
| Đức         | 2               | 1  | 1  |
| Cuba        | 2               | 2  | 0  |
| Hungary     | 2               | 1  | 1  |
| Azerbaijan  | 2               | 2  | 0  |
| Pháp        | 2               | 2  | 0  |
| Ukraina     | 2               | 1  | 1  |
| Iceland     | 1               | 1  | 0  |
| Israel      | 1               | 1  | 0  |
| Ai Cập      | 1               | 1  | 0  |
| Puerto Rico | 1               | 1  | 0  |
| Thụy Sĩ     | 1               | 1  | 0  |
| România     | 1               | 1  | 0  |
| Việt Nam    | 1               | 0  | 1  |
| Hy Lạp      | 1               | 0  | 1  |
| Đan Mạch    | 1               | 1  | 0  |
| Slovenia    | 1               | 0  | 1  |
| Perú        | 1               | 0  | 1  |
| Thổ Nhĩ Kỳ  | 1               | 1  | 0  |
| Na Uy       | 1               | 1  | 0  |
| Iran        | 1               | 1  | 0  |